# Sarah Van Hoosen Jones
Sarah Van Hoosen Jones (* 23. Juni 1892 in Stony Creek, Michigan; † 1972 in Rochester, Michigan) war eine amerikanische Genetikerin, die als erste Frau in den Vereinigten Staaten in Tiergenetik promovierte.

## Leben und Werk
Jones wurde als Tochter von Alice Van Hoosen und Joseph Jones auf der Farm der Familie in Stony Creek, Michigan, geboren. Im folgenden Jahr zog sie mit ihren Eltern nach Chicago, wo ihr Vater bei dem Werner Verlag angestellt war. Nach seinem Tod 1897 wohnten sie und ihre Mutter bei ihrer Tante, der Chirurgin und Hochschullehrerin Bertha Van Hoosen in Chicago. Sarah besuchte die University High School und die University of Chicago und erwarb 1914 einen Bachelor-Abschluss in Fremdsprachen.  Nach einem Jahr in Europa begann sie ein Studium der Landwirtschaft an der University of Wisconsin. Dort erhielt sie 1916 einen Master-Abschluss in Tierhaltung und promovierte 1921 als erste Frau in den USA in Genetik an der University of Wisconsin.

## Die Van Hoosen Farm
Zwei Jahre nach ihrer Promotion beschloss sie, auf die Farm ihrer Familie zurückzukehren, die ihre Großmutter ihr vererbt hatte. Die Van Hoosen Farm entstand 1823, als Lemuel Taylor mit seiner Frau Sarah und neun Kindern 160 Morgen Land in Avon Township, dem heutigen Rochester Hills, kaufte. Als Taylors Enkelin Sarah Ann 1854 Joshua Van Hoosen heiratete, kaufte und bewirtschaftete dieser den größten Teil des Taylor-Farmbesitzes, bis er 1894 starb und seine Witwe die Farm an lokale Bauern verpachtete.
1923 begann Jones als seine Enkelin die Farm unter wissenschaftlicher Leitung zu führen. Der Betrieb der Van Hoosen Farm bestand aus einer Rinderherde, Geflügel, Milchproduktion und Ackerland für Nutzpflanzen. Obwohl Jones ihren Farmbetrieb mit der Aufzucht von tausend weißen Leghornhühnern begann, widmete sie sich hauptsächlich dem Molkereibetrieb. Die ursprüngliche Herde von fünfzig Holsteiner Milchkühen stieg bis 1944 auf zweihundert Tiere an. Die Farm begann zertifizierte Vitamin A- und Vitamin D-Milch von diesen Rindern zu produzieren, die eine beträchtliche Popularität erlangt hatte. Zwischen 1929 und den 1940er Jahren stellte die Van Hoosen Farm jedes Jahr Rinder aus und gewann Bänder auf Stockshows, darunter auf der Michigan State Fair in Wisconsin, der Illinois State Fair und dem Dairy Cattle Congress in Waterloo (Iowa). Van Hoosen-Rinder waren weltweit bekannt und ein Teil des Bestandes wurde für Zuchtprogramme an die Regierungen von Venezuela, Costa Rica und Argentinien verkauft.  Die Farm erlangte den Ruf, sowohl effizient als auch wirtschaftlich fortschrittlich zu sein und Jones wurde 1933 als erste Frau zum Michigan Master Farmer ernannt. Ihr Vieh gewann Preise in der Zucht und 1942 erhielt die Van Hoosen Farm vom National Dairy Congress das Premier Breeder Banner. Jones war auch die Präsidentin der Michigan Holstein-Fresian Association.
Von 1924 bis 1961 war Jones Mitglied der Schulbehörde von Rochester, was ihr einen lokalen Spitznamen als „First Lady of Rochester“ einbrachte. 1943 und 1949 wurde sie als Republikanerin für sechs Jahre in das Michigan State Board of Agriculture gewählt. Sie wurde von 1944 bis 1955 zur Vertreterin dieses Gremiums bei der Vereinigung der Verwaltungsräte staatlicher Universitäten und alliierter Institutionen ernannt und war 1955 Präsidentin der Vereinigung. Sie war außerdem Gründerin der Michigan State University-Oakland Foundation. Die Michigan State University (MSU) verlieh ihr 1956 einen Ehrentitel. Jones spendete an die Michigan State University zunächst 350 Morgen Ackerland und dann den Rest ihres Eigentums, zu dem ein Dutzend Häuser gehörten.  Das MSU-Wohnheim Van Hoosen Hall wurde ihr zu Ehren benannt.
Jones zog sich 1952 aus der Landwirtschaft zurück und die Verwaltung der Farm wurde an den langjährigen Farmmanager Morris Place übergeben. Nach dem Tod von Place endete der landwirtschaftliche Betrieb. Der letzte Teil der Rinderherde wurde 1977 verkauft.
1972 wurden die Scheunen und das umliegende Grundstück der Michigan State University gespendet. Die Michigan State University wiederum verkaufte die Scheunen und die umliegende Fläche. 1989 entstand das Rochester Hills Museum auf der Van Hoosen Farm. Das Van Hoosen Farmhouse ist jetzt im National Register of Historical Places aufgeführt.
Jones wurde 1994 für ihre Leistungen in den Bereichen Landwirtschaft und Bildung in die Michigan Women’s Hall of Fame aufgenommen.

## Veröffentlichungen
- The Hypothetical Management of a Given Dairy Farm for a Period of Five Years. Sagwan Press, 2015, ISBN 978-1-340-14460-9.
- Studies On Inheritance In Pigeons: Iv. Checks and Bars and other Modifications of Black. Palala Press, 2015, ISBN 978-1-343-29530-8.
- Chronicle of Van Hoosen Centenary Farm. 1969.
- Leon Jacob Cole: The Occurrence Of Red Calves In Black Breeds Of Cattle, Volumes 310-334.... Nabu Press, 2012, ISBN 978-1-279-79437-1.